# 德馬尼西市鎮

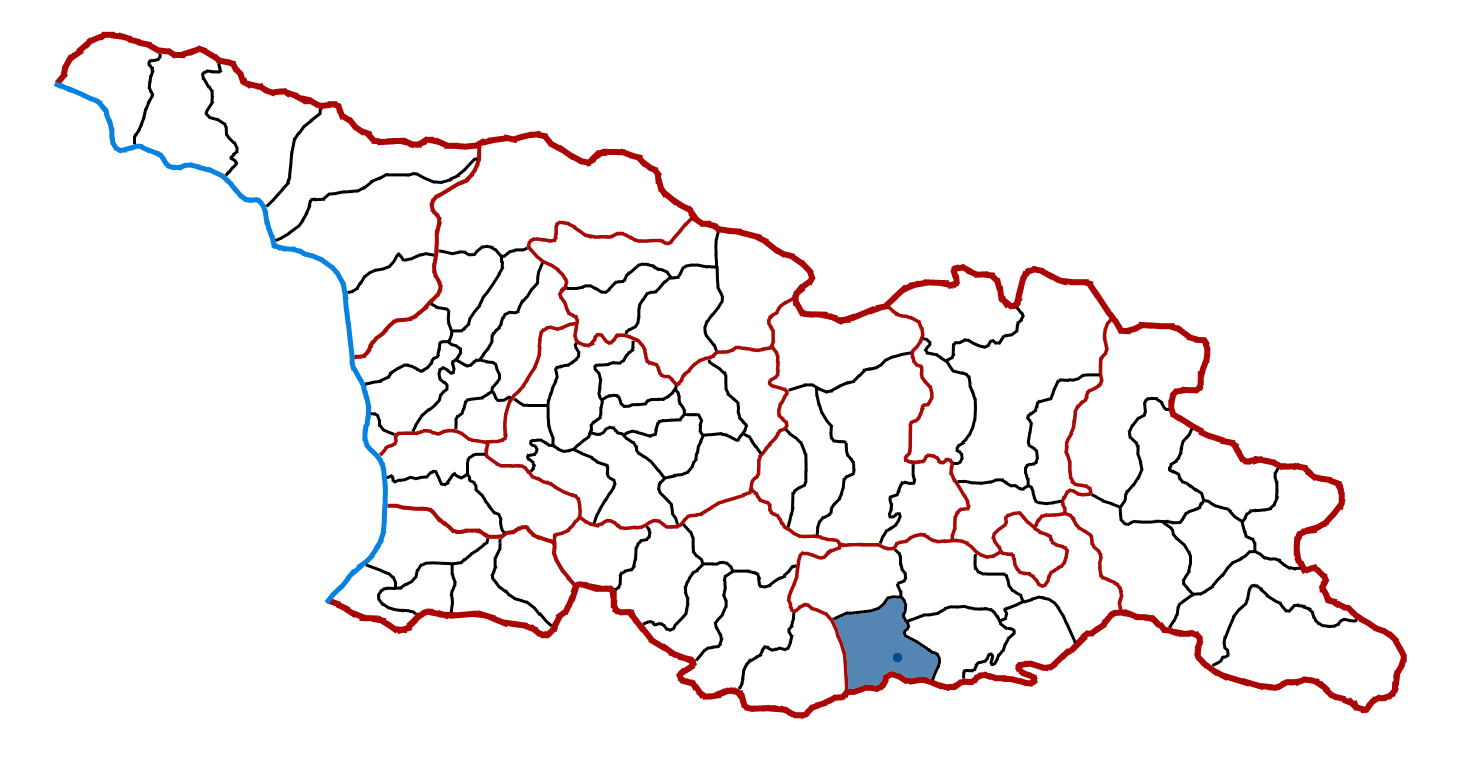

德馬尼西市鎮，是格魯吉亞東南部下卡尔特利大区的市镇，行政中心为德馬尼西。市镇面積为1,199平方公里，2002年人口数量为28,034人，人口密度每平方公里23人。